# Ekonomiåret 1996

## Händelser

### Januari
- 1 januari - Sverige sänker matmomsen från 21 till 12 %.[1]
- 12 januari - Sveriges riksbank sänker reporäntan från 8,91 till 8,66 %.[1]
- 25 januari - Japanska telejätten Nippon Telegraph and Telephone rankas av Financial Times bland världens hundra största företag.[1]

### Mars
- 5 mars - Sveriges riksbank sänker reporäntan från 8,05 till 7,85 %.[1]
- 23 mars - Sverige återinför 50-kronorssedeln, denna gång med motiv på Jenny Lind och Carl Fredrik Adelcrantz.[1]

### April
- 15 april - EU:s finansminstrar enas på ett möte i Verona oma att införa den gemensamma myntenheten Cent då euron införs 1999. Det skall gå 100 cent på en euro.[1]
- 14 april - Norska mediekoncernen Schibstedt köper 49,9 % av aktierna i svenska dagstidningen Aftonbladet.[1]

### Augusti
- 1 augusti - SAS firar 50-jubileum med så kallade 50-kronorsresor för 23 000 utvalda passagerare.[1]
- 10 augusti - Två familjer i Sverige vinner 43 629 795 svenska kronor på Joker. Lotten lämnas in i Vetlanda.[1]
- 17 augusti - Nytt svenskt vinstrekord för travspel noteras då en Jackpot-kupong på  V75 som lämnats in i Åby ger en vinst på 33 149 592 svenska kronor.[1]

### September
- 3 september - Det offentliggörs att brittiska bussbolaget Stagecoach köper SJ:s bussbolag Swebus för 2,4 miljarder svenska kronor.[1]
- 20 september – CD-rom är för första gången mediet då Sveriges finansminister Erik Åsbrink lägger fram svenska rgegeringens förslag till statsbudget för 1997.[1]
- 24 september - Sveriges riksbank sänker reporäntan med 0,10 procentenheter, från 5,15 till 5,05 %.[1]

### November
- 10 november - Det svenska frimärket Tre skilling banco säljs på aktion i Zürich för 2,9 miljoner schweizerfranc (cirka 15 miljoner svenska kronor).[1]
- 17 november - FN:s jordbruksorgan FAO) avslutar ett fem dagars toppmöte i Rom som ases halvera svälten före 2015.[1]

### December
- December - Volvo 800 blir, med 22 664 stycken sålda exemplar, Sveriges mest sålda bil under året.[1]
- 7 december - Sveriges äldsta kända privatbrev, skrivet 1556 av prins Erik till kung Gustav Vasa, säljs av Frimärkshuset för 11 000 svenska kronor.[1]
- 15 december - De framtida euro-cedlarna presenteras på EU-toppmötet i Dublin.[1]

## Bildade företag
- 1 april - Bank of Tokyo-Mitsubishi bildas genom sammanslagning av Bank of Tokyo och Mitsubishi Bank.[1]

## Uppköp
- NeXT Computer, amerikanskt datorföretag som köps av Apple.

## Konkurser
- 15 mars - Fokker, nederländsk flygplanstillverkare.[1]

## Priser och utmärkelser
- 10 december – Sveriges Riksbanks pris i ekonomisk vetenskap till Alfred Nobels minne tilldelas britten James Mirrlees och amerikanen William Vickrey.
- 24 december - Internetpaket är Årets julklapp i Sverige.

## Avlidna
- 3 november - Per-Olof Ahl, 77, skapare av Kappahl.[1]

### Fotnoter
1. 1 2 3 4 5 6 7 8 9 10 11 12 13 14 15 16 17 18 19 20 21   Horisont 1996. Bertmarks